# لیک هلن (فلوریدا)
لیک هلن (به انگلیسی: Lake Helen) شهری در شهرستان ولوسیا ایالت فلوریدا است که در سال ۱۸۸۸ بنیان‌گذاری شده‌است. این شهر طبق سرشماری سال ۲۰۱۰ میلادی، ۲٬۹۰۸ نفر جمعیت داشته و مساحت آن نیز ۱۱٫۲ کیلومتر مربع است.